# Karenia mikimotoi
Karenia mikimotoi là một loài dinoflagellata thuộc chi Karenia. Sự xuất hiện đầu tiên của nó là ở Nhật Bản vào năm 1935 và kể từ đó, nó đã xuất hiện ở các nơi khác trên thế giới như bờ biển phía đông của Hoa Kỳ, Na Uy và eo biển Măng-sơ.

## Mô tả
Karenia mikimotoi có lục lạp màu nâu vàng và giống như các loài khác trong chi của nó, có thể quang hợp. Nó thiếu các tấm thecal, và có nhiều hình trứng. Hoa thường nở vào những tháng ấm hơn.
Độc tính của Karenia mikimotoi vẫn chưa được hiểu đầy đủ, trong khi các loài khác ở Karenia đã xác định được độc tố được chứng minh là giết chết sinh vật biển. Ví dụ, Karenia brevis có brevetoxin. Người ta tin rằng tác dụng tiêu diệt của nó là do sự kết hợp của việc tạo ra một môi trường anoxic bằng chính sự nở hoa vật lý cùng với một số loại độc tố.
Độc tố mới được gọi là gymnocin A và B gần đây đã được phát hiện, nhưng độc tính thấp của chúng không phù hợp với số ca tử vong cao do Karenia mikimotoi gây ra. Người ta tin rằng trong thủy triều đỏ, Karenia mikimotoi lấp đầy trong mang cá, do đó làm cá tiếp xúc trực tiếp với chất độc. Đây là một cách tiếp hợp lý hơn đối với các cơ chế của độc tố.

## Vùng xuất hiện chủ yếu
Vào tháng 8 năm 1978, một bông hoa trải dài 100 km về phía đông trong Vịnh Roaredwater từ Fastnet Rock đến Cảng Kinsale ở vùng biển Irish. Cùng khoảng thời gian đó, năm tiếp theo, hoa lại tiếp tục nở rộ, và một lần nữa vào năm 1984. Những bông hoa này dẫn đến cái chết của sinh vật biển sống ở đáy cũng như nền văn hóa nông nghiệp và tính nhất quán của chúng cho thấy vùng biển này có thể là điều kiện thuận lợi cho sự phát triển của thực vật phù du.
Eo biển Măng-sơ đã trải qua một sự nở rộ vào năm 2003, kéo dài từ phía tây eo biển Măng-sơ vào cuối tháng 6 đến bờ biển Brittany của Pháp vào đầu tháng Tám. Mật độ nở hoa này lên tới 100 mg/m³ trong khi nó thường chỉ cần từ 10   mg/m³ để gây ra sự đổi màu đáng chú ý.
Năm 2005, một sự nở rộ lớn xuất hiện ngoài khơi bờ biển phía tây Ireland. Cái chết do sự nở hoa kéo dài suốt cả mùa hè đó. Trong tháng 8, những cái chết vẫn đang được báo cáo. Đã có báo cáo về những con lugworms và sò chết trên bãi biển, cũng như trầm tích chưa được tạo ra bắt đầu xuất hiện do sự loại bỏ ở các phần khác của hệ sinh thái.